# Anh em nhà Scholl

Tem kỷ niệm anh em nhà Scholl của Cộng hòa Dân chủ Đức năm 1961.

Anh em nhà Scholl (tiếng Đức: Geschwister Scholl) là danh xưng dùng để chỉ hai anh em ruột Hans Scholl và Sophie Scholl. Cả hai là thành viên của nhóm Hoa Hồng Trắng (Weiße Rose), một nhóm mà nòng cốt là các sinh viên München, tích cực hoạt động chống lại Đảng Quốc xã, đặc biệt là rải truyền đơn chống lại chiến tranh và chống lại chế độ độc tài của Adolf Hitler. Cả hai bị bắt trong khi đang phát truyền đơn và bị chính quyền Đức Quốc xã tử hình. Ở nước Đức thời hậu chiến, Hans và Sophie Scholl được công nhận là biểu tượng của cuộc kháng chiến của người Đức chống lại chế độ độc tài Quốc xã.

## Thân thế
Hans Scholl và Sophie Scholl là hai anh em trong trong gia đình 6 anh chị em gồm: Inge (nữ; 1917–1998), Hans (nam; 1918–1943), Elisabeth (nữ; 1920–2020), Sophie (nữ; 1921–1943), Werner (nam; 1922–1944) và Thilde Scholl (nữ; 1925–1926). Họ là con của Robert Scholl (1891–1973) và Magdalena Scholl, nhũ danh Müller (1881–1958). Họ còn có một người anh cùng cha khác mẹ Ernst Gruele (1915–1991). Gia đình Scholl ban đầu sống ở Forchtenberg cho đến năm 1930, sau đó họ đến ở Ludwigsburg từ năm 1930 đến năm 1932, và ở Ulm (cả Württemberg) từ năm 1932.
Cũng như nhiều thanh thiếu niên thời bấy giờ, Hans đã chọn gia nhập Đoàn Thanh niên Hitler vào ngày 15 tháng 4 năm 1933. Ông nhanh chóng trở thành một thành viên nhiệt thành và thăng dần lên các vị trí lãnh đạo. Tuy nhiên, đến năm 1935, thái độ của Hans đối với chế độ Quốc xã dần dần thay đổi. Một lý do quan trọng là ông ngày càng trở nên chán ghét với sự cuồng tín được phát huy trong Đoàn Thanh niên Hitler và sự phục tùng vô điều kiện đối với các cơ cấu quyền lực cai trị trong chế độ Quốc xã.
Cũng như người anh trai của mình, Sophie cũng sớm gia nhập Liên đoàn Nữ Thanh niên Đức và cũng nhanh chóng thăng lên các vị trí lãnh đạo. Cô cũng sớm vỡ mộng với những tư tưởng của Đảng Quốc xã. Năm 1936, Hans và Sophie tham gia sinh hoạt trong nhóm của Liên đoàn Thanh niên Đức từ ngày 1 tháng 11 năm 1929 (Deutsche Jungenschaft vom 1.11.1929, gọi tắt là "dj.1.11"), một tổ chức thanh niên nằm ngoài sự kiểm soát của Đảng Quốc xã. Vào mùa thu năm 1937, Sophie và các anh chị em của cô từng bị bắt trong vài giờ vì Hans bị buộc tội tham gia vào tổ chức mà Đảng Quốc xã xem là phi pháp.

## Nhóm Hoa Hồng Trắng
Mùa xuân năm 1939, Hans theo học y khoa tại Đại học Ludwig Maximilian München (LMU). Tại đây, ông đã tiếp xúc với các giáo sư và sinh viên ít nhiều mang tư tưởng tự do và phản đối chế độ Quốc xã. Trong kỳ nghỉ giữa học kỳ, ông được chuyển sang làm lính cứu thương phục vụ mặt trận và nhận cấp bậc trung sĩ quân y trong chiến dịch nước Pháp. Những trải nghiệm thực tế ở chiến trường đã củng cố lập trường cá nhân của ông chống lại những kẻ thống trị và chiến tranh nói riêng. Trở về LMU, từ một sinh viên y khoa, Hans đã bắt đầu thể hiện sự quan tâm đến các ngành tôn giáo, triết học và nghệ thuật.
Tháng 5 năm 1942, Sophie đăng ký theo học ngành sinh học và triết học tại LMU. Cô nhanh chóng được Hans giới thiệu với những bạn bè đồng chí của mình tại LMU.

## Kết án tử hình
Hai anh em Hans và Sophie Scholl bị bắt gặp bởi giám thị LMU Jakob Schmid trong lúc rải truyền đơn vào ngày 18 tháng 2 năm 1943 và ông này đã báo cáo Gestapo bắt giữ.
Thời điểm bấy giờ, sau những chiến thắng ban đầu, chế độ Đức Quốc xã rơi vào thế sa lầy trong chiến tranh. Người dân Đức ngày càng hiểu rõ hơn về những mất mát và thiệt hại của chiến tranh. Mùa hè năm 1942, Wehrmacht mở Chiến dịch Blau hòng giành lại thế chủ động sau thất bại trước đó ở gần Moskva. Sau khởi đầu rất thành công, đến mùa thu năm 1942, chiến dịch nhanh chóng đi vào thế bế tắc, thậm chí đối mặt với một thất bại lớn trong trận Stalingrad. Vì vậy, chế độ Quốc xã đã phản ứng một cách tàn bạo với các thành viên Hoa Hồng Trắng. Một "tòa án nhân dân" (Volksgerichtshof) được nhanh chóng thành lập, xét xử bất chấp trình tự tố tụng, nhằm trấn áp triệt để những quan điểm không có lợi với tư tưởng Quốc xã.
Ngày 22 tháng 2 năm 1943, anh em Scholl và các đồng chí đã bị đưa ra xét xử chóng vánh và bị quan tòa Roland Freisler kết án tử hình trong cùng ngày hôm đó. Bản án được đao phủ Johann Reichhart thực hiện bằng máy chém tại nhà tù Stadelheim ở München. Xác của họ được chôn ở ngôi mộ ở nghĩa trang Perlacher Forst (Grab Nr. 73-1-18/19).

## Ảnh hưởng

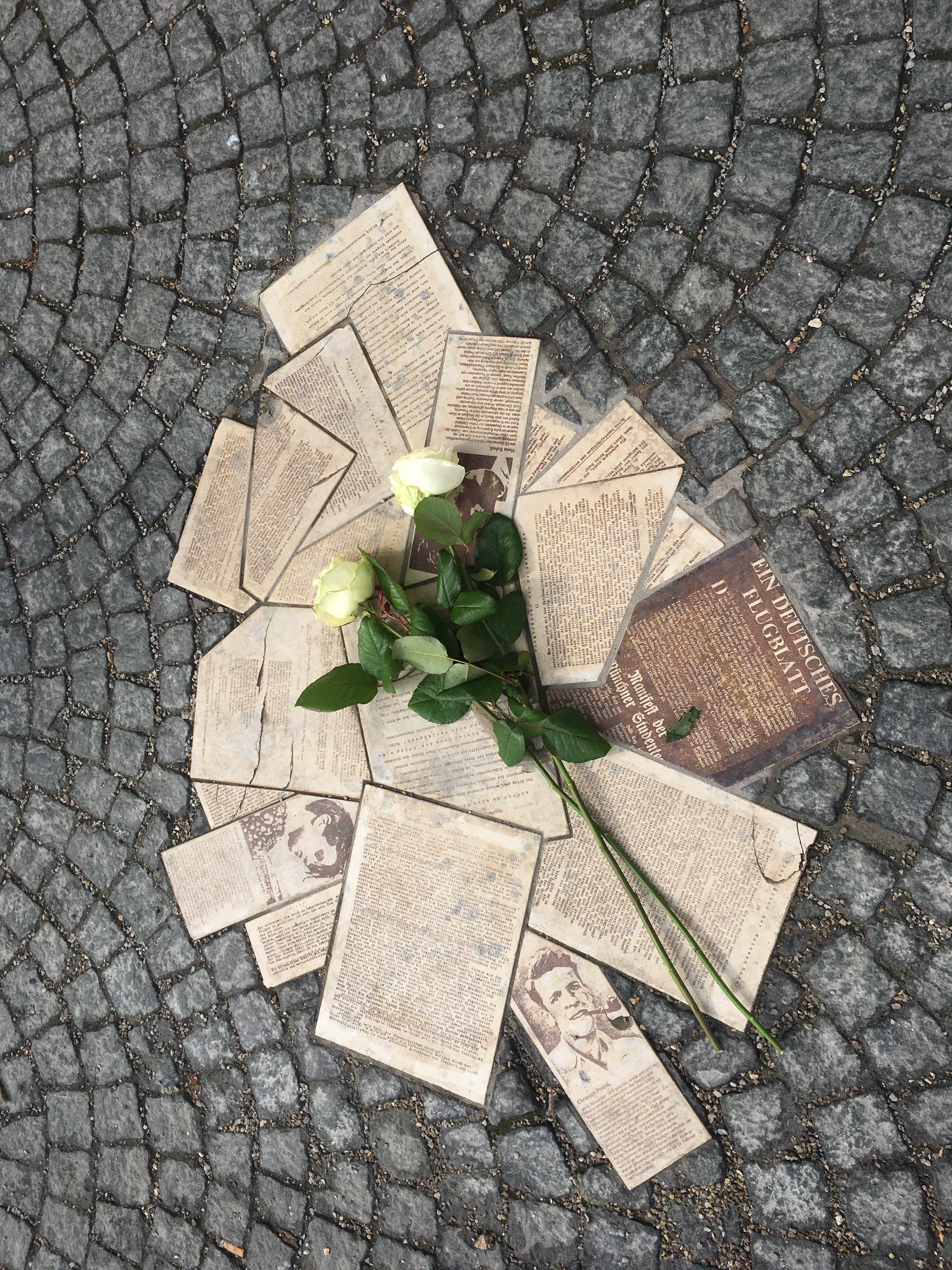
Biển tưởng niệm nhóm Hoa Hồng Trắng tại sân trước tòa nhà chính của Đại học Ludwig Maximilians tái hiện hình ảnh những truyền đơn của nhóm.

Trong thời gian tồn tại ngắn ngủi của mình, nhóm Hoa Hồng Trắng đã cho ra đời 6 tờ truyền đơn, được phát tán với tổng số khoảng 15.000 bản. Nội dung truyền đơn tố cáo tội ác và sự áp bức của chế độ Quốc xã, đồng thời kêu gọi phản kháng. Đặc biệt, trong tờ truyền đơn thứ hai, nhóm đã công khai tố cáo cuộc đàn áp và diệt chủng hàng loạt người Do Thái.
Sau chiến tranh, "Anh em nhà Scholl" được tôn vinh và được xem là những nhân vật quan trọng trong cuộc đấu tranh dựa trên những giá trị nhân bản trong nước Đức chống lại chế độ Quốc xã độc tài toàn trị.